# Chloris anomala
Chloris anomala är en gräsart som beskrevs av Bi Sin Sun och Zhi Hao Hu. Chloris anomala ingår i släktet kvastgrässläktet, och familjen gräs. Inga underarter finns listade i Catalogue of Life.